# Бернулијеви бројеви
Бернулијеви бројеви {\displaystyle B_{k}} представљају низ рационалних бројева, које је открио Јакоб Бернули, а везани су за суму:
{\displaystyle S_{m}(n)=\sum _{k=1}^{n}k^{m}={1 \over {m+1}}\sum _{k=0}^{m}{m+1 \choose {k}}B_{k}\;n^{m+1-k}}
Неколико првих Бернулијевих бројева дано је табелом:
| n  | 0 | 1                               | 2                              | 3 | 4                                | 5 | 6                               | 7 | 8                                | 9 | 10                              | 11 | 12                                     | 13 | 14                             |
| -- | - | ------------------------------- | ------------------------------ | - | -------------------------------- | - | ------------------------------- | - | -------------------------------- | - | ------------------------------- | -- | -------------------------------------- | -- | ------------------------------ |
| Bn | 1 | {\displaystyle -{\frac {1}{2}}} | {\displaystyle {\frac {1}{6}}} | 0 | {\displaystyle -{\frac {1}{30}}} | 0 | {\displaystyle {\frac {1}{42}}} | 0 | {\displaystyle -{\frac {1}{30}}} | 0 | {\displaystyle {\frac {5}{66}}} | 0  | {\displaystyle -{\frac {691}{2\;730}}} | 0  | {\displaystyle {\frac {7}{6}}} |

## Генерирајућа функција
{\displaystyle {\frac {x}{e^{x}-1}}=\sum _{k=0}^{\infty }B_{k}\,{\frac {x^{k}}{k!}}=1-{\frac {1}{2}}\,x+{\frac {1}{6}}\,{\frac {x^{2}}{2!}}-{\frac {1}{30}}\,{\frac {x^{4}}{4!}}+{\frac {1}{42}}\,{\frac {x^{6}}{6!}}-{\frac {1}{30}}\,{\frac {x^{8}}{8!}}+{\frac {5}{66}}\,{\frac {x^{10}}{10!}}+\ldots }
за {\displaystyle |x|<\pi }

## Рекурзивна формула
{\displaystyle \displaystyle {B_{0}=1\;,}}
{\displaystyle B_{n}={\frac {-1}{n+1}}\sum _{k=1}^{n}{n+1 \choose {k+1}}B_{n-k},\quad n\in \mathbb {N} .}

## Својства
Ојлер-Маклоренова формула, која се користи за асимптотска рачунања интеграла приказана је помоћу Бернулијевих бројева:
{\displaystyle \sum \limits _{a\leq k<b}f(k)=\int _{a}^{b}f(x)\,dx\ +\sum \limits _{k=1}^{m}{\frac {B_{k}}{k!}}\left(f^{(k-1)}(b)-f^{(k-1)}(a)\right)+R(f,m).}
Бернулијеви бројеви користе се и приликом развоја следећих функција:
- {\displaystyle x\;\operatorname {ctg} x=\sum _{n=0}^{\infty }(-1)^{n}B_{2n}{\frac {2^{2n}}{(2n)!}}x^{2n},|x|<\pi }
- {\displaystyle \operatorname {tg} x=\sum _{n=1}^{\infty }|B_{2n}|{\frac {2^{2n}(2^{2n}-1)}{(2n)!}}x^{2n-1},|x|<\pi /2}.
- Леонард Ојлер је нашао везу између Бернулијевих бројева и Риманове зета-функције  ζ(s) за парне s = 2k:

{\displaystyle B_{2k}=2(-1)^{k+1}{\frac {\zeta (2k)\;(2k)!}{(2\pi )^{2k}}}.}
Одатле следи:
{\displaystyle \displaystyle {B_{n}=-n\zeta (1-n)}\;\;} за све n.
Осим тога Бернулијеви бројеви повезани су и са следећим интегралом:
- {\displaystyle \int \limits _{0}^{\infty }{\frac {x^{2n-1}dx}{e^{2\pi x}-1}}={\frac {1}{4n}}|B_{2n}|,\quad n=1,2,\dots .}